# منجزي (قلعة خواجة)
منجزي (بالفارسية: منگژدی) هي منطقة سكنية تقع في إيران في قسم قلعة خواجة الريفي.